# Імельда Маркос

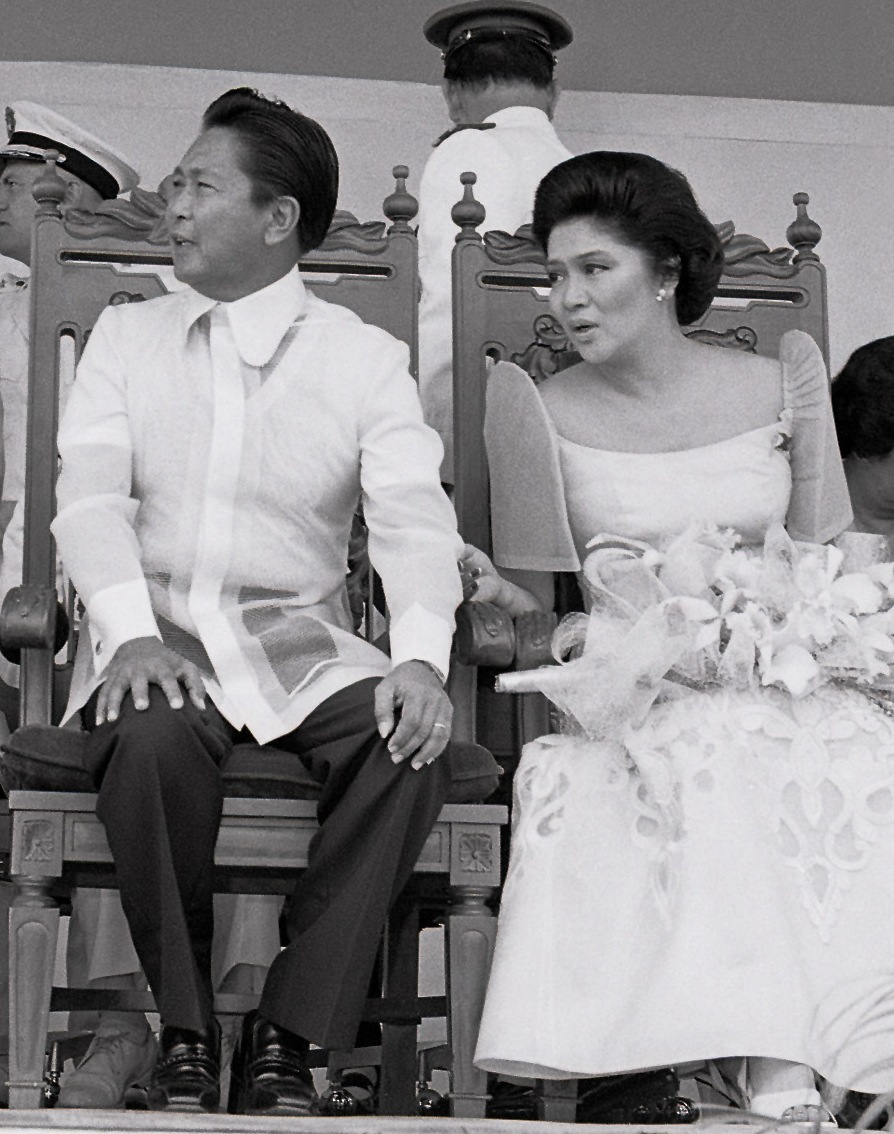

Імельда Маркос (уроджена Імельда Ремедіос Візітасіон Ромуальдес ісп. Imelda Remedios Visitación Romuáldez) — філіппінський політичний і громадський діяч, вдова 10-го Президента Філіппін Фердинанда Маркоса. В період його правління (фактично диктатури) була губернатором Маніли, міністром, обиралася депутатом парламенту, виконувала важливі дипломатичні доручення (має ранг Надзвичайного і Повноважного Посла). Після його повалення і вигнання, коли залишилася вдовою, декілька разів обиралася до Палати представників (востаннє — в 2013 р.)
Обсяги розкрадання державних грошей з боку Фердинанда та Імельди Маркосів є легендарними (загальна сума оцінюються на рівні до 10 млрд. доларів США). У листопаді 2018 року вона була засуджена у справі про корупцію часів диктатури її чоловіка, однак звільнена в очікуванні розгляду апеляції.
За «силу і жорсткість характеру, красу і витонченість», Імельду називають «сталевим метеликом» (Steel Butterfly) або «залізним метеликом» (Iron Butterfly).

## Походження
Імельда Ромуальдес Маркос народилася 2 липня 1929 рік в філіппінській столиці — Манілі. Батьки Імельдиː професор юриспруденції і адвокат Вісенте Орестес Лопез Ромуальдес (Vicente Lopez Orestes Romuáldez) і Ремедіос Тринідад Ромуальдес (уроджена Ремедіос Тринідад і де Гусман / Remedios Trinidad y de Guzman). Предки Імельди по лінії батька — відомі в суспільстві багаті землевласники іспансько-філіппінського походження. Існує припущення, що один з них був засновником філіппінського міста Толоса на острові Лейте. Батько Імельди Ромуальдес більше цікавився музикою і культурою, аніж громадською діяльністю. Мати її зросла в одному з дитячих притулків Маніли і, за окремими припущеннями, була незаконнонародженою дочкою чернця.

## Молодість
Після смерті матері Імельди, сім'я Ромуальдес переїхала до родичів. Імельда, закінчивши коледж Святого Павла в місті Таклобан, отримала ступінь бакалавра. У 18 років Імельда стала «королевою краси» і отримала корону «Троянда Таклобану», згодом — титул «Міс Лейте» і, нарешті, «Міс Філіппіни».
В 1950 році вона переїхала в Манілу, до родини кузена (майбутнього спікера Палати представників) Даніеля Ромуальдеса. Музичний слух і прекрасний голос Імельди дозволили їй заробляти співом у музичних магазинах Маніли. Хоча її батько був незадоволений цим її заняттям, вважаючи його негідним прізвища дівчини з роду Ромуальдес, Імельда вирішила всерйоз зайнятися співом, відвідуючи заняття в музичній консерваторії університету Святого Фоми.

## Зустріч з Фердинандом Маркосом
Будинок її родичів у столиці був фактично штабом Націоналістичної партії, що дозволило їй отримати уявлення про світ реальної політики. В 1954 році Імельда Ромуальдес зустрілася зі своїм майбутнім чоловіком Фердинандом Маркосом — ветераном Другої світової війни, удостоєним багатьох філіппінських і американських бойових нагород, на той час обраним до Палати представників філіппінського Конгресу. Після одинадцяти днів залицянь, конгресмен Маркос зробив пропозицію Імельді. «Її любов привела мене до вершин успіху», — говорив він пізніше. Вони одружилися в травні того ж року, влаштувавши пишне весілля. Їхній шлюб виявився вдалим; у всякому разі, троє їхніх дітей переконані в цьому.
Між 1960 і 1965 роками її обличчя постійно з'являлося на журнальних обкладинках, Імельда повністю присвятила себе політичній кар'єрі чоловіка, для чого вона багато їздила по країні, виступала і співала на мітингах, вибудовувала відносини з усіма, хто міг бути корисним для її обранця.

## Імельда— Перша леді
- У 1965 у Фердинанд Маркос став 10-м президентом Філіппін. У 1969 році він був переобраний на цей пост — вперше в історії країни. З 21 вересня 1972 (з моменту скасування ним Конституції і оголошення надзвичайного стану в державі) і до лютого 1986 року (до тих пір, поки він не був повалений і вигнаний з Філіппін), Імельда брала реальну участь у житті держави, займаючи різні посади і виконуючи найважливіші дипломатичні місії.
- На самому піку «холодної війни» Перша леді Республіки Філіппіни, союзника Сполучених Штатів, як спеціальний представник свого чоловіка відвідувала з офіційними візитами Китайську Народну Республіку, Радянський Союз, соціалістичні країни Східної Європи — Румунію, Угорщину, Чехословаччину, Східну Німеччину, Югославію, а також Кубу, Ірак, Північну Корею. Її дипломатичний дар дозволяв їй мати хороші особисті стосунки не тільки з Річардом Ніксоном і Рональдом Рейганом, але і з Мао Цзедуном і Леонідом Брежнєвим, Кім Ір Сеном і Саддамом Хусейном. Вона, зокрема, зуміла переконати лівійського лідера Муамара Каддафі виступити посередником у досягненні перемир'я між урядом Філіппін і ісламськими сепаратистами з Національно-визвольного фронту моро, в результаті чого в Триполі в 1976 році були підписані відповідні угоди. Стверджують, що завдяки успішним діям адміністрації Ф. Маркоса, а також проривним дипломатичним місіям Імельди, Філіппіни зайняли важливе місце на міжнародній арені: ніколи — ні до «ери Маркоса», ні після неї — ця країна не користувалася таким міжнародним авторитетом.
- Імельда витрачала багато сил на розвиток філіппінської культури, охорони здоров'я, на створення відповідної інфраструктури. У перший же рік свого президентства Ф. Маркос, з метою підтримки національної культури і мистецтва, заснував державну корпорацію Культурний центр Філіппін (Cultural Center of the Philippines), забезпечивши їй серйозне фінансування, виділивши велику територію і забезпечивши будівництво власного будинку. Перша леді була ініціатором і патроном безлічі соціальних програм і культурних програм філіппінського уряду: філіппінський балет, який став сьогодні візитною карткою країни, багато чим зобов'язаний саме Імельді. За її почину в країні були побудовані такі вражаючі громадські споруди, наукові та культурні інститути як Філіппінський кардіологічний центр (Philippine Heart Center), Пульмонологічний центр Філіппін (Lung Center of the Philippines), Нефрологічний інститут Філіппін (Kidney Institute of the Philippines), а також Філіппінський міжнародний конгрес-центр (Philippine International Convention Center), Фольклорний театр (Folk Arts Theater), Філіппінський парк історії та культури (Nayong Pilipino), Кокосовий палац (Coconut Palace, резиденція Віце-президента країни), Манільский кіноцентр (Manila Film Center).
- На честь Імельди, як і на честь її чоловіка Фердинанда, було названо багато різних об'єктів по всій країні: містечко на острові Ромблон, вулиці, площі, коледжі, палаци, конкурси та фестивалі мистецтв.
- Особисте багатство сім'ї Маркос нібито були величезним ще до перемоги Ф. Маркоса на президентських виборах. В роки його правління Імельда очолювала три десятка державних і приватних корпорацій. Тож не дивно, що в 1980-і роки Імельда стала найбільшим покупцем нерухомості на Манхеттені: серед її придбань були: Кроун Білдінг (Crown Building, вартістю в 51 млн доларів), будинок Вулворт (Woolworth Building) і центр Гералд (Herald Centre, 60 млн доларів). Вона нібито відмовилася придбати Емпайр Стейт Білдінг за 750 млн доларів, знайшовши цю знаменита будівля «занадто претензійною». Серед 175 картин її колекції живопису були роботи Мікеланджело, Боттічеллі, Каналетто.
- Імельда воліла не згадувати свою бідну юність. Вона заборонила книгу «Нерозказана історія Імельди Маркос», написану філіппінською журналісткою Кармен Педроза. У цій книзі стверджувалося, що Імельда була колись така ж бідна, як люди, якими вона тепер править, що вона була змушена спати на пакувальних ящиках у гаражі своїх родичів, коли мати вигнала її з дому. Вона не хотіла, щоб правда про її плебейської походження стала відома» — заявляла Педроза. «Вона створювала зовсім інший імідж. Це було дуже важливо для Маркосів: якщо вони народилися багатіями, не повинно й виникати питання, звідки у них такі величезні статки. Вона одягала шикарні сукні, вирушаючи в такі місця, де у людей не було навіть елементарних зручностей. Вона жила фантастичним життям в злиденній країні». І при цьому мільйони простих філіппінців обожнювали її.
- Екстравагантний стиль життя Імельди, за чутками, включав в себе мільйонні шопінг-тури в Нью-Йорк або Рим, вона регулярно організовувала розкішні прийоми, покликані зміцнити репутацію чоловіка і своє власне становище в суспільстві. Імельда навіть придумала особливу назву для своїх епатажних надмірностей: імельдіфік (imeldific).
- Крім того, Імельда витратила багато коштів на колекціонування власних портретів і портретів членів своєї сім'ї, які замовляла у відомих нью-йоркських художників. Один з цих портретів — версія картини Боттічеллі «Народження Венери», на якій з раковини підіймається вона сама. В її колекції були портрети Ненсі і Рональда Рейганів, її чоловіка Фердинанда Маркоса, генерала Макартура — визволителя Філіппін від японських окупантів — та інших людей, яких вона цінувала.
- Родичі Імельди процвітали разом з нею. Її брат Бенджамін Ромуальдес володів електротехнічною фірмою в Манілі. Брат Альфредо керував урядовим контролем за гральним бізнесом. Вільям Саллівен, американський посол в Манілі з 1973 по 1977 рік, розповідав: «Коли я там жив, іноземні інвестори не приїжджали в Манілу без пакета акцій для Імельди або для когось з її нерозлучних друзів. Це був єдиний спосіб робити бізнес.» Американські офіційні особи були переконані, що Філіппінами правлять дві фракції — одна віддана Фердинанду Маркосу, і інша, віддана «першій леді», дружині Маркоса Імельді.

- У 1980-х Ф. Маркос почав страждати від червоного вовчака, що породило чутки про те, що Імельда стала фактично виконувати обов'язки глави держави. Але коли Ф. Маркос оголосив про проведення дострокових президентських виборів на початку 1986 року (термін його повноважень закінчувався в 1987 році), він виставив на них свою кандидатуру, бо рівень його популярності був, як і раніше, високий. Перемога Ф. Маркоса на виборах 1986 року не було визнана прихильниками його супротивника Корасон Акіно, вдови старого опонента Маркоса, сенатора Беніньо Акіно-мол. (Benigno Aquino Jr.), убитого в 1983 році. Обидві сторони почали звинувачувати один одного в підтасовуванні результатів, в Манілі почалися народні хвилювання. Завдяки тому, що на сторону К. Акіно перейшли ключові фігури режиму: міністр оборони Хуан Понсе Енріле  (Juan Ponce Enrile) і заступник начальника штабу збройних сил генерал Фідель Рамос (Fidel Ramos, що був кузеном Ф. Маркоса). Революція народної влади 1986 року сталася відносно мирно: нібито Ф. Маркос відхилив пропозицію вірних йому воєначальників про застосування сили проти учасників протесту натовпів, і надав перевагу вигнанню. Президентом Філіппін була проголошена К. Акіно.
- Уряд Філіппін, що прийшов до влади, звинуватив подружжя Маркос в привласненні бюджетних коштів і виведенні величезних сум за кордон: в США, Швейцарію та інші країни; засоби масової інформації писали про багатомільярдні розкрадання.

## У вигнанні
- У 1988 році Імельда, разом з Ф. Маркосом і 8 іншими особами (включаючи знаменитого саудівського підприємця Аднана Хашоггі (Adnan Khashoggi) були звинувачені в приховуванні власності в США та іншого майна, придбаного на незаконно отримані ними кошти. В 1989 році, вже після смерті Ф. Маркоса, Імельда постала перед Федеральним великим журі м. Нью-Йорка, однак у 1990 році вона була виправдана за всіма пунктами цього звинувачення.

## Повернення на батьківщину
- У 1991 році уряд Філіппін зняв заборону на повернення Імельди Маркос на батьківщину. Повернення Імельди Р. Маркос на Філіппіни було тріумфальним: на дорозі від аеропорту до Маніли її зустрічало більше мільйона прихильників.
- У 1992 році Імельда брала участь в президентських виборах, на яких голоси промаркосовських виборців виявилися розділені між двома кандидатами: 2,338,294 голосів отримала Імельда і 4,116,376 голосів — Посол Едуардо Кохуанко-мол. (Eduardo Cojuangco, Jr.), що був близьким другом і радником Ф. Маркоса. Підтриманий К. Акіно кандидат, Фідель Рамос / Fidel Ramos, отримав 5.3 мільйона голосів і виграв гонку[8].
- У 1995 рік у Імельда перемогла на виборах в Конгрес і стала членом Палати представників від о. Лейте.
- У 1998 Імельда виставила свою кандидатуру, але потім публічно підтримала на виборах Віце-президента Джозефа Е. Естраду, що став в результаті главою держави. За роки правління Дж. Естради багато з заведених проти І. Маркос справ були відкликані у зв'язку з нібито процесуальними порушеннями, запущеними при їх підготовці. У 1998 році Філіппінський анти-корупційний суд визнав її винною в укладенні контракту, невигідного для уряду, проте Верховний суд потім скасував це рішення.
- У 2010 році Імельда знову була обрана до Палати представників від провінції Ілокос Норте / Ilokos Norte, на місце свого сина Фердинанда Маркоса-мл., Обраного в Сенат. Співвідношення голосів між нею і її найближчим суперником було 80 % до 20 %.
- У 2013 рік у Імельда була переобрана на своє місце в Палаті представників — 94,484 голосами проти 11,221 і 1,647 голосів відповідно у її конкурентів.

## Корупційні звинувачення і суди
- У грудні 1990 р. Федеральний суд Швейцарії виніс рішення щодо передачі активів на суму близько 356 млн. доларів США Філіппінам. У 1997 році суд також дав визначення, що кошти на швейцарських рахунках мають "кримінальне походження"[9].
- 9 листопада 2018 року Імельда Маркос була визнана винною щодо 7 з 10 пред'явлених їй звинувачень у незаконному збагаченні, пов’язаних із приватними фондами у Швейцарії, які вона створила під час перебування на посаді (загальний обсяг виведених через них коштів склав 200 мільйонів доларів США). Вона була виправдана за іншими 3 звинуваченнями, що стосуються філіппінських корпорацій. Усі 10 справ були порушені з 1991 по 1995 рік. Антикорупційний суд Філіппін засудив її до ув'язнення на терміни до 6 років та 1 місяць до 11 років за кожну справу. Однак Імельда ще не відбувала покарання у в'язниці і користується «тимчасовою» свободою до остаточного розгляду її апеляції.